# Stød

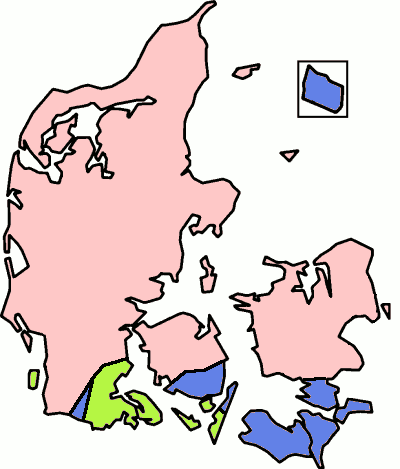
Der Stoßton in dänischen Dialekten. Hellrot: Stoßton. Grün: Tonaler Akzent. Blau: weder noch.

Der Stoßton oder Stoßlaut (dänisch stød) ist ein Glottalstop oder Kehlkopfverschluss. Er ist ein typisches Aussprachemerkmal der dänischen Sprache.
In IPA-Lautschrift wird der Stoßton mit dem Symbol [⁠ʔ⁠] bezeichnet; in nichtwissenschaftlichen dänischen Wörterbüchern wird oft ein Apostroph [’] verwendet. Dieser ist von dem senkrechten Betonungszeichen (Akzentstrich) [⁠ˈ⁠] zu unterscheiden.
Im Dänischen wird der Stoßton nicht als Sprachlaut angesehen, sondern als eine Akzenterscheinung. Strittig ist die Frage, ob es sich um ein eigenes Phonem handelt. Sprachhistorisch gesehen entspricht der Stoßton dem musikalischen Zweisilbenakzent des Schwedischen und Norwegischen. Bis heute findet sich der musikalische Akzent auch in den dänischen Dialekten in Südostjütland und auf Ærø und Langeland. Es wird vermutet, dass das Dänische auch dieses Akzentsystem hatte, das sich jedoch im Mittelalter zum Stoßton entwickelte (siehe auch: Akzente in den skandinavischen Sprachen). Zur Erklärung der Ursache wurden die verschiedensten Theorien entworfen: niederdeutscher Einfluss, das Entwickeln einer städtischen Prestigeaussprache, innersprachliche Dynamik u. a. Der These vom niederdeutschen Einfluss widerspricht allerdings, dass gerade ein Gürtel im südlichen Dänemark den Stoßton nie angenommen hat.
Der dänische Stoßton ist viel sanfter als z. B. der entsprechende arabische Glottalstop. Für Ausländer ist darauf zu achten, dass es sich in laufender Sprache nicht um einen vollständigen, sondern nur um einen teilweisen Kehlkopfverschluss handelt, eine Kehlkopfanspannung, die in der Stärke sehr verschieden sein kann, je nach Betonung des jeweiligen Wortes im Satz. Ein übertriebener Kehlkopfverschluss verrät oft Ausländer, die sonst eine fehlerfreie dänische Aussprache haben. Dabei ist die völlige Abwesenheit des Stoßtons natürlich ein noch fremdartigeres Merkmal.
Auch in norddeutschen Dialekten kommt der Laut vor, z. B. in Wörtern wie merken /mɛrʔkən/, kommen /kɔmʔən/. Im Hochdeutschen kommt der Laut (auch Glottisschlag genannt) nur vor Vokalen am Silben- oder Wortanfang vor, beispielsweise in beachten /bəʔaxtən/, erinnern /ʔerʔɪnərn/. Im englischen Cockney ist er weitverbreitet, z. B. in bottle [ˈbɔʔɫ].
In einigen Dialekten entlang der Westküste von Jütland und auf dem nordwestlichen Fünen kommt neben dem üblichen dänischen Stoßton auch ein vollständiger Glottalstop vor. Dieser wird V-stød oder vestjysk stød ‚westjütischer Stoß‘ genannt und tritt wie der cockney-englische Glottalstop insbesondere vor den Plosiven p, t, k auf. Die westjütische Aussprache [ɛʔ] des dänischen Wortes itte, inte (≈ nicht) ist sehr verbreitet; sie entspricht der Aussprache [ɛʔt], [ət], oder [it] in anderen Dialekten. Im Reichsdänischen heißt die Negation ikke.
Beim Sydslesvigdansk der dänischen Minderheit entfällt der Stoßton, weil diese Sprachform eigentlich dänisch auf deutschem Substrat ist. Die ursprünglichen dänischen Dialekte im Gebiet hatten aber auch keinen Stoßton, dagegen tonalen Akzent im Osten (wie beim Angeldänischen), in der Mitte weder Stoßton noch Tonakzent.